# Anne de Pisseleu d'Heilly
Anne d'Heilly de Pisseleu, Hertiginnan av Étampes, född 1508, död 1580, var en fransk hovdam, mätress till kung Frans I av Frankrike 1526–1547.
Hon blev redan 1522 hovdam hos Frans I:s mor, Louise av Savojen, och var från 1526 kungens mätress. För att skaffa henne offentlig ställning vid hovet ordnade Frans så att hon 1533 blev bortgift med Jean de Brosse, som upphöjdes till hertig av Étampes.
Hon beskrivs som vacker och intelligent, med starka kulturella intressen, och fick ett stort inflytande över Frans I.